# Dirt Rally
Dirt Rally est un jeu vidéo de course de rallye développé et édité par Codemasters, sorti en 2015 sur Windows et en 2016 sur PlayStation 4 et Xbox One. Le jeu est sorti le 2 mars 2017 sur Linux et le 16 novembre 2017 sur macOS.
Il comprend des courses classiques de rallye, mais également du hillclimb et du rallycross.
Il fait suite aux jeux de la franchise Colin McRae: Dirt, tout en s'en éloignant de par son parti-pris axé sur le réalisme plutôt que la conduite typée arcade. Une suite, Dirt Rally 2.0, est sortie en 2019.

## Système de jeu
Dirt Rally est un jeu de course de rallye orienté simulation. Les joueurs s'affrontent lors d'étapes chronométrées sur pistes de différentes surfaces, sous des conditions climatiques variées, par exemple : asphalte, graviers, glace, neige, béton. Certaines courses se déroulent de nuit.

### Carrière
Le mode carrière comprend quatre types d'épreuves : Championnat, Épreuve en ligne, Épreuve JCJ (joueur contre joueur), et Championnat personnalisé.
Il existe quatre championnats différents : Championnat de rallye, Championnat de Hillclimb, Championnat de rallycross, et Championnat du monde de rallycross. Chaque championnat permet d'enchaîner les étapes d'une course, à l'issue desquelles le joueur est classé en fonction de ses chronos. S'il termine suffisamment bien classé, il peut passer au championnat de la difficulté supérieure. Le premier niveau de difficulté est Open, puis le joueur peut progresser vers les niveaux Clubmann, Pro, Elite, et enfin Master. Cette progression est propre à chaque championnat.
Un système de crédits permet d'acquérir des véhicules. Le joueur commence la carrière avec un montant modeste, lui permettant d'acheter son premier véhicule. Par la suite, les victoires en championnat sont récompensées, auquel il faut ajouter des bonus en fonction des assistances qui ne sont pas activées : boîte manuelle plutôt que boîte automatique, pas d'ABS ou d'anti-patinage par exemple. Il existe aussi un bonus si le joueur a peu utilisé la fonction de réapparition du véhicule (en cas d'accident). Il faut retrancher à cela des malus dus aux réparations, en effet plus la voiture est endommagée pendant la course, plus les réparations seront coûteuses.
Ces réparations sont effectuées par une équipe, dont la composition est gérée par le joueur. Le chef d'équipe gagne en expérience au fil des courses, et l'on peut recruter des ingénieurs afin d'améliorer les caractéristiques de son équipe.

## Contenu

### Tracés
Lors de la sortie, le jeu proposait 17 voitures et 36 étapes réparties sur trois lieux : Monte-Carlo, Powys et Argolis. La longueur des étapes varie de 4 à 16 km. Les mises à jour ultérieures ont ajouté au jeu trois lieux supplémentaires : Baumholder, Jämsä et Värmland ainsi que des modes rallycross et joueur contre joueur. À la suite d'un partenariat avec le championnat du monde de rallycross FIA en juillet 2015, les circuits de rallycross suivants ont été inclus : Lydden Hill (Angleterre), Lånkebanen (Norvège) et Höljesbanan (Suède).
À la suite des ajouts, le jeu contient au total 46 véhicules.

#### Rallye
| Étape       | Pays           | Surface                |
| ----------- | -------------- | ---------------------- |
| Monte-Carlo | Monaco         | Asphalte, glace, neige |
| Powys       | Pays de Galles | Graviers               |
| Argolis     | Grèce          | Graviers               |
| Baumholder  | Allemagne      | Asphalte, béton        |
| Jämsä       | Finlande       | Graviers               |
| Värmland    | Suède          | Neige                  |

#### Hillclimb
Le seul tracé de hillclimb est la célèbre Pikes Peak, d'une longueur totale de 19,9 km. Il peut être subdivisé en trois secteurs, et parcouru sur trois configurations de surface : asphalte, surface mixte (asphalte et graviers intermédiaires) ou graviers uniquement.

#### Rallycross
Trois circuits de rallycross sont présents, chacun en deux ou trois variantes de tailles différentes :
- Lydden Hill, Angleterre
- Lånkebanen, Hell, Norvège
- Höljes, Suède

### Véhicules

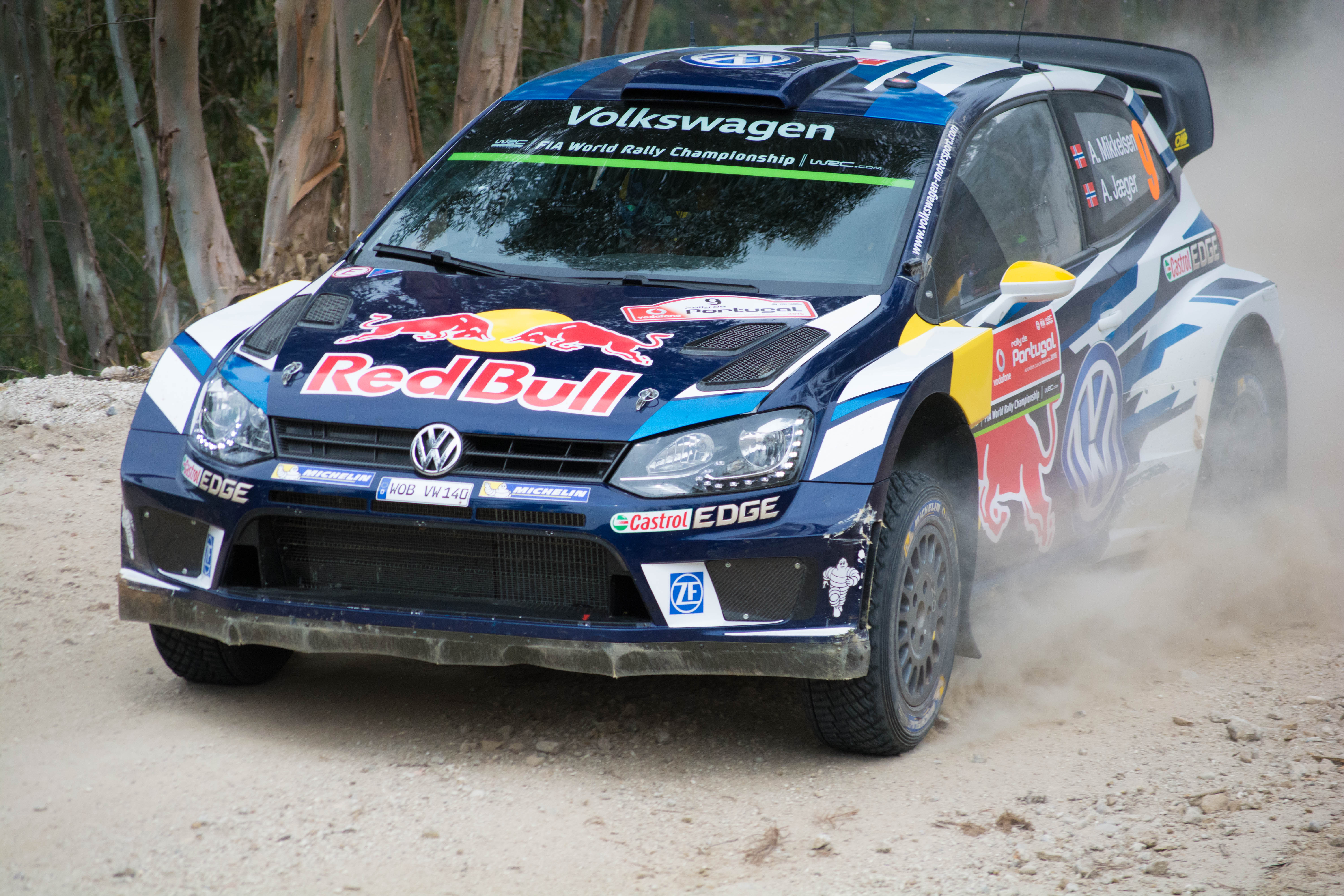
La Polo R WRC présente sur la jaquette du jeu.

Années 1960
- Mini Cooper S
- Lancia Fulvia HF
- Renault Alpine A110

Années 1970
- Opel Kadett GT/E 16v
- Fiat 131 Abarth Rally
- Ford Escort Mk II
- Lancia Stratos

Années 1980
- BMW E30 M3 Evo Rally
- Ford Sierra Cosworth RS500
- Renault 5 Turbo

Groupe B (4X4)
- MG Metro 6R4
- Audi Sport quattro Rallye
- Ford RS200
- Peugeot 205 T16 Evo 2
- Lancia Delta S4

Groupe B (Propulsion)
- Opel Manta 400
- Lancia 037 Evo 2

Groupe A
- Ford Escort RS Cosworth
- Subaru Impreza 1995
- Lancia Delta HF Integrale

Kit Car F2
- Seat Ibiza Kitcar
- Peugeot 306 Maxi

R4
- Subaru Impreza WRX STI 2011
- Mitsubishi Lancer Evolution X

Années 2000
- Ford Focus RS Rally 2001
- Subaru Impreza 2001
- Ford Focus RS Rally 2007
- Citroën C4 Rally 2010

Années 2010
- Mini Countryman Rally Edition
- Ford Fiesta RS Rally
- Volkswagen Polo Rally
- Hyundai Rally

Hillclimb
- Peugeot 205 T16 Pikes Peak
- Audi Sport quattro S1 PP
- Peugeot 405 T16 Pikes Peak

Moderne
- Peugeot 208 T16 Pikes Peak

Rallycross classique
- Mini Classic Rallycross

Rallycross 1600
- Opel Corsa Super 1600
- Renault Clio S1600
- Peugeot 207 S1600

Rallycross supercars
- DS 3
- Ford Fiesta Rallycross
- Volkswagen Polo Rallycross
- Peugeot 208 WRX
- Mini Countryman Rallycross
- Subaru WRX STI

## Développement
Dirt Rally a été développé par Codemasters, tout comme les précédents jeux de la série. Il est basé sur le moteur EGO, interne au studio. Le développement a débuté après la sortie de Dirt: Showdown, en 2012, avec une petite équipe qui n'était pas affectée sur le projet Grid. Dès le début, l'accent est mis sur le réalisme du comportement des véhicules, la volonté étant d'en faire une simulation de rallye, contrairement aux précédents jeux Dirt typés arcade. Un modèle de tenue de route (« handling model ») a été prototypé, ainsi que des circuits sur la base de données cartographiques, afin d'obtenir un comportement le plus proche possible de la réalité. Les modèles physiques des pneus et des surfaces ont ainsi été entièrement repensés par rapport aux précédents jeux.
Une version préliminaire a été montrée à quelques journalistes fin 2013, alors que le projet était loin d'être terminé. Le jeu a été annoncé officiellement le 27 avril 2015, et est rendu disponible le jour même en accès anticipé sur Steam. Cet accès anticipé a permis au studio d'avoir les retours des joueurs, le game designer Paul Coleman déclarant qu'il est important de savoir s'ils apprécient cette nouvelle direction. Du contenu additionnel a été ajouté au fur et à mesure durant l'accès anticipé, gratuitement pour tous ceux qui avaient déjà acheté le jeu.
La version complète sort le 7 décembre 2015 sur PC. Les versions consoles sortent le 5 avril 2016.

## Accueil

### Critique
Dirt Rally a été bien accueilli par la critique, avec un score sur l’agrégateur de notes Metacritic de 86 sur PC et Xbox One, et 85 sur PS4.